# Cerococcus ankaratrae
Cerococcus ankaratrae är en insektsart som beskrevs av Mamet 1954. Cerococcus ankaratrae ingår i släktet Cerococcus och familjen Cerococcidae.
Artens utbredningsområde är Madagaskar. Inga underarter finns listade i Catalogue of Life.